# دوروتیا بلاند

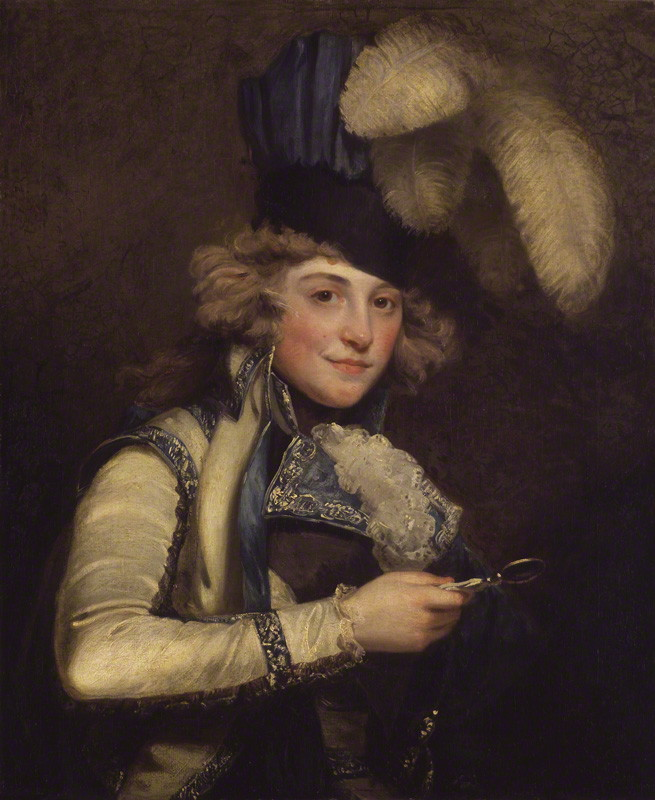

دوروتیا بلاند (۲۱ نوامبر 1761). – ۵ ژوئیه ۱۸۱۶)، همچنین با نام‌های خانم جردن، خانم فیتز کلارنس، یک هنرپیشه انگلیسی-ایرلندی بود. او معشوقهٔ پنهان شاهزاده ویلیام، دوک کلارنس، بعدها ویلیام چهارم، و مادر ده فرزند نامشروع او بود که همگی نام خانوادگی فیتز کلارنس را گرفتند.